# Генеральный архив Короны Арагона

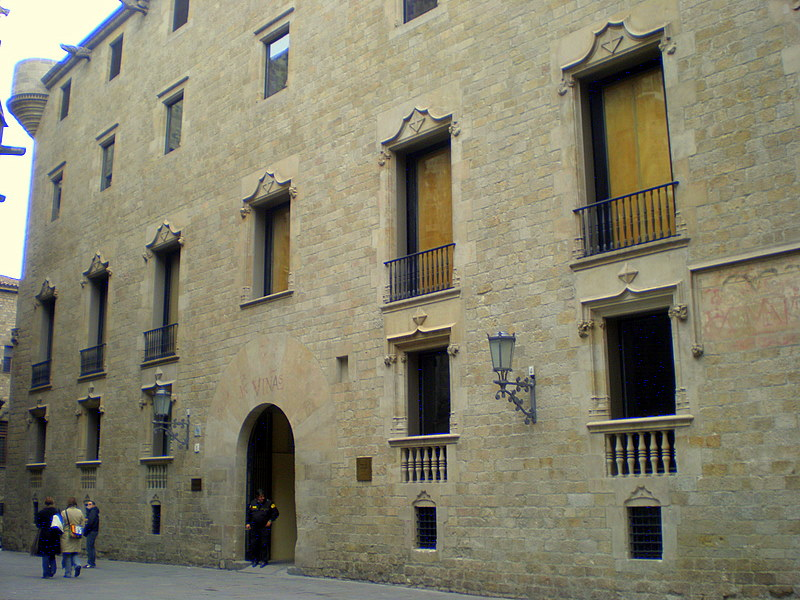
Здание Генерального архива Короны Арагона до 1993 года.

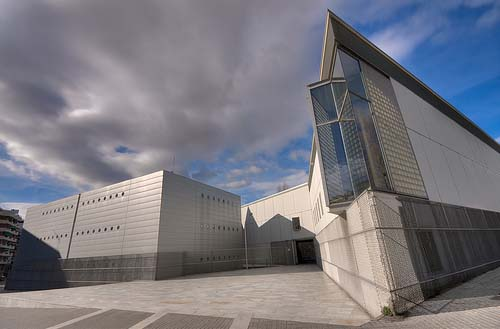
Здание Генерального архива Короны Арагона после 1993 года.

Генеральный архив Короны Арагона (кат. Arxiu General de la Corona d'Aragó), первоначально Королевские архивы Барселоны (кат. Arxiu Reial de Barcelona), представляет собой архив, содержащий справочные документы учреждений бывшей Короны Арагона и в настоящее время также содержит другие исторические ресурсы.
С 1994 года он находится на улице Альмогаверс в Барселоне, куда он был переведён из Палау дель Ллоктинент (Лейтенантского дворца).
Он был основан в 1318 году в Барселоне королём Хайме II Арагонским как единый архив всех территорий Арагонской короны. Это был единственный центральный архив Короны с 1318—1348 годов, в котором суды Сарагосы создали Архив Королевства Арагон. В 1419 году также был создан Королевский архив Валенсии, где были депонированы фонды судов экономического контроля администрации королевства и Рационального главного архива Королевства Валенсия.
После войны за испанское наследство (1701—1714) был назначен глава архива (1740—1783) Хавьер Гарма (Javier Garma), который пытался создать подлинный Архив Короны Арагона, собирающий в Королевских архивах Барселоны все фонды с территорий королевской администрации бывшей Короны Арагона. Проект Гармы вдохновил политику Проспера Бофарулла и Маскаро, начальника архива между 1814 и 1849 годами, и создателя нынешнего Генерального архива короны Арагона.
С 1318 по 1993 годы архив имел управление в Палау дель Ллоктинент, части Палау Reial Major (Королевский дворец в Барселоне), и с этого момента архиву было частично передана здание на улице Almogàvers, так что теперь есть два места: исторический дворец для протокольных мероприятий, выставок и курсов, и новый для исследований и хранения.
20 января 2007 года был создан Попечительский совет (кат. Patronat de l'Arxiu de la Corona d'Aragó, исп. Patronato del Archivo de la Corona de Aragón) во дворце лейтенанта в Барселоне президентами Каталонии Хосе Монтильей, Арагона Марселино Иглесиасом, Валенсии Франсиско Камсом и Балеарских островов Хауме Матаса и министром культуры Кармен Кальво Пойято.

## История

### Первые документы

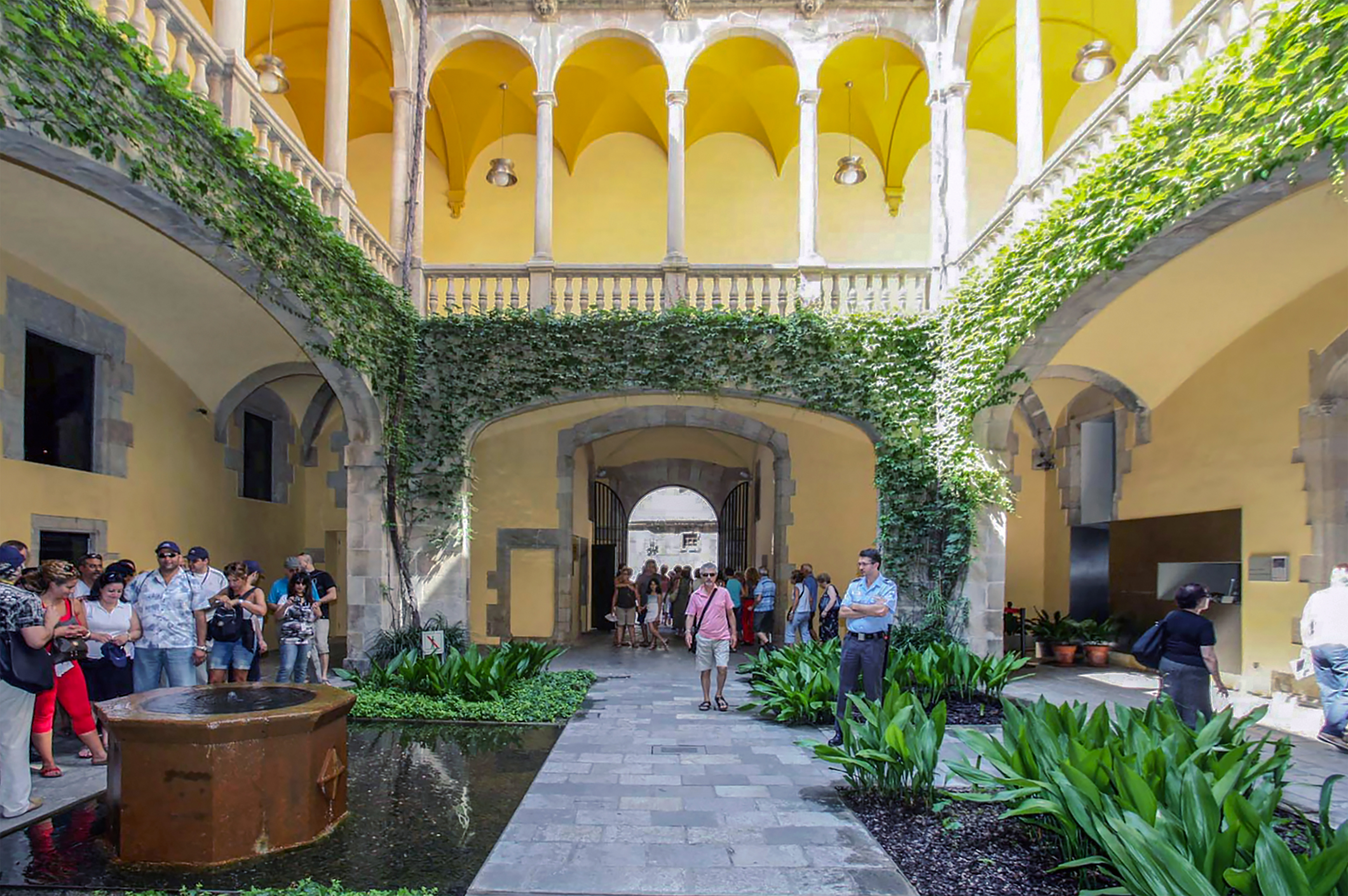
Внутренний двор Палау дель Ллоктинент

Первыми документами архива являются коллекции свитков из канцелярии первых графов Барселоны и королей Арагона. Впервые упоминается королевский архив 25 октября 1180 года. В 1194 году король Альфонсо II Арагонский заказал сборник документов из королевского архива, которые имели законную силу и могли быть полезны для прав Короны, Рамону де Кальдесу (юристу), декану кафедрального собора Барселоны. Результатом стал Liber feudorum maior. Сам Рамон де Кальдес сказал, что сборник был весьма бессвязным. Благодаря этому собранию мы знаем более тысячи документов, старейшие из которых относятся к IX веку.
Эти ранние упоминания не означают, что уже был отсортированный архив, тем не менее, были каталогизированы несколько списков, которые могли быть географически распределены, и обычно эти утверждения не считаются прецедентом для текущего архива. Первое упоминание о реальном хранилище документов относится к 1255 году. Это хранилище было расположено в монастыре Санта-Мария-де-Сихена, а затем располагалось в географическом центре Короны.
При Хайме I Арагонском увеличилось использование бумаги, благодаря этому выросла скорость производства документов, что стало началом записей королевской канцелярии.